# تپه ارک پایین
تپه ارک پایین مربوط به دوران‌های تاریخی پس از اسلام است و در شهرستان بجنورد، جلگه آلما نیشان واقع شده و این اثر در تاریخ ۳ بهمن ۱۳۵۶ با شمارهٔ ثبت ۱۵۸۱ به‌عنوان یکی از آثار ملی ایران به ثبت رسیده است.